# The Daughter of the Sheriff (film 1912)
The Daughter of the Sheriff è un cortometraggio muto del 1912 diretto da George Melford.

## Trama
Falsamente accusato, Jack Bernard perde il posto di lavoro. Parte allora per il West, ma anche lì si trova, suo malgrado, coinvolto in una rapina. Deciso a denunciare i fuorilegge, salva dai banditi Dorothy, la figlia dello sceriffo, quando la ragazza, incidentalmente, li sorprende nel loro nascondiglio a dividersi il bottino. Lo sceriffo, come ricompensa per il suo coraggio, nomina Jack vice sceriffo, permettendogli così di ricostruirsi una nuova vita.

## Produzione
Il film, prodotto dalla Kalem Company, fu girato a Glendale, in California.

## Distribuzione
Distribuito dalla General Film Company, il film - un cortometraggio di una bobina -  uscì nelle sale cinematografiche statunitensi il 19 agosto 1912.